# M62形ディーゼル機関車
M62形ディーゼル機関車は、旧ソビエト連邦のルハンスクディーゼル機関車工場で製造された重量貨物列車用のディーゼル機関車である。キューバ、北朝鮮、モンゴルなど多くの東側諸国に輸出された。1車体方式のM62ばかりではなく、2車体方式の2M62、3車体方式の3M62も製造された。
コメコンの指令により、東側諸国の中での重量級ディーゼル機関車の製作は、ソビエト連邦とルーマニアが独占することとなった。このディーゼル機関車の最初の試作車は数両が1964年に完成した。そしてそれらのソビエト連邦国外への最初の輸出先はハンガリーであった。ソビエト連邦向けには総数723両が製造された。

## 国別の派生型

### ソビエト連邦
1970年から1976年まで、旧ソビエト連邦国鉄は723両のM62形機関車を受領した。さらに1989年から1990年には、3車体連結タイプである3M62U形を構成する単体の機関車であるM62Uが13車体分投入された。ソビエト軍用としてはDM62と名づけられた機関車が154両製作された。DM62はSS-24弾道ミサイルの発射台を搭載する列車用に設計変更されていた。専用鉄道向けには39両がM62UPとして製作された。M62UPは改良された台車、大き目の燃料タンク、変更された消音器を備えていた。

### ポーランド
1960年代の初期、ポーランドで重量貨物用ディーゼル機関車の需要が逼迫していた。ポーランドの工業力では当時このような機関車の製作は不可能だったために、すでにハンガリー国鉄が輸入していたものと同型のM62形機関車を、ソビエトから大量に輸入することが決定された。ポーランドではこれらの機関車にST44形の形式称号が与えられた。衛星国家に製品を輸出されることを好まなかったという政治的な理由から、ソビエト連邦はポーランドに、ルーマニア製ではなくソビエト製の機関車を購入することを強制した。最初の4両はヴォロシロヴグラード (現在のウクライナ領ルハーンシク) に所在する機関車工場で製作され、1965年9月にポーランドに搬入された。そして1988年までに合計1191両の導入が続いた (うち1114両がポーランド国鉄向け、68両が鉱石専用広軌線向け、9両が専用鉄道向けであった) 。この中でST44-1500号機 (製造者側の名称はM63) は高い最高速度を許容する台車とエンジンに交換されていた。2001号機から2068号機までは鉱石専用広軌線に走らせるために輸入された。このグループは軌間の相違に加え、自動連結器をも装備していた。
最初の修繕ですべてのST44形の前照灯は、小さいものからポーランド標準の大きいものへと取り替えられた。ポーランドがM62形を輸入するにはいくつかの理由があったわけだが、今日的視点からするとその決定は曖昧なものであった。この機関車は当時ポーランドで貨物輸送に従事していたどの機関車よりも強力であったが、客車への暖房関連装置が無いために客車列車を牽引することができず、大きな軌道破壊も引き起こした。M62形のもうひとつの弱点は燃料消費が多いことであった。この機関車の利点は、単純な構造と信頼性のある電気式動力伝達機構にあった。ポーランド国鉄の電化区間の延伸は、比較的新しいST44形を予備車へと追いやった。ポーランド国鉄で廃車となった多くのST44形が専用鉄道や私鉄にその活路を見いだしていった。
燃料や潤滑油の消費量がたいへん多いことや、機関車の重量が軌道に与える影響は、ポーランド国鉄がこの機関車の使用を減らすという結果をもたらした。2007年現在も多くがポーランド国鉄の貨物列車用に残されているが、一方で多くが休車中である。いくつかの路線では重量のためにST44形は入線禁止となっている。2007年現在、50両前後のST44形がザモシチの機関区で維持されている。2005年には2両のST44形がファブロック社で、キャタピラー製のエンジンと新しい主交流発電機への交換を含む全面的な改装を施され、鉱石専用広軌線に投入された。これらの機関車には3001号と3002号の番号が与えられた。

### 北朝鮮
M62形は、検査修繕の要求水準の低さのために、北朝鮮の鉄道では好評をもって迎えられ、非電化路線のみならず電化区間でも用いられている。形式称号としては내연 (Naeyeon、内燃の意) 600番台が与えられ、1967年から1995年にかけて56両がソビエト連邦から輸出された。1996年から1998年にかけては31両がドイツ鉄道から譲渡され、2000年にはスロバキア国鉄から6両、ポーランド国鉄から13両が譲渡された。Naeyeon 602号機にはこの機関車を金日成が自ら視察した証しである、特製の赤い銘板が掲げられている。8001号機と8002号機の2両は北朝鮮で作られ、Geumseong (金星の意) と命名された。8002号機は製造以来一貫して三大革命展示館に陳列されており、8001号は通常運用に就いている(ただし強行軍型電気機関車399号機に改造されている)。
少なくとも15両の北朝鮮のM62形が改造され強行軍型電気機関車になった。

### 東ドイツ
東ドイツへは1966年から1978年にかけて東ドイツ国鉄に378両、その他産業鉄道に18両が納入された。東ドイツ国鉄の車両は当初V200形と名乗っていたが、後に120形と改称された。ドイツ再統一後、形式は220形に変更されたものの、急速に淘汰され1994年の末に全廃。産業鉄道向けの車両も1998年までに運用を離脱した。

### チェコスロバキア

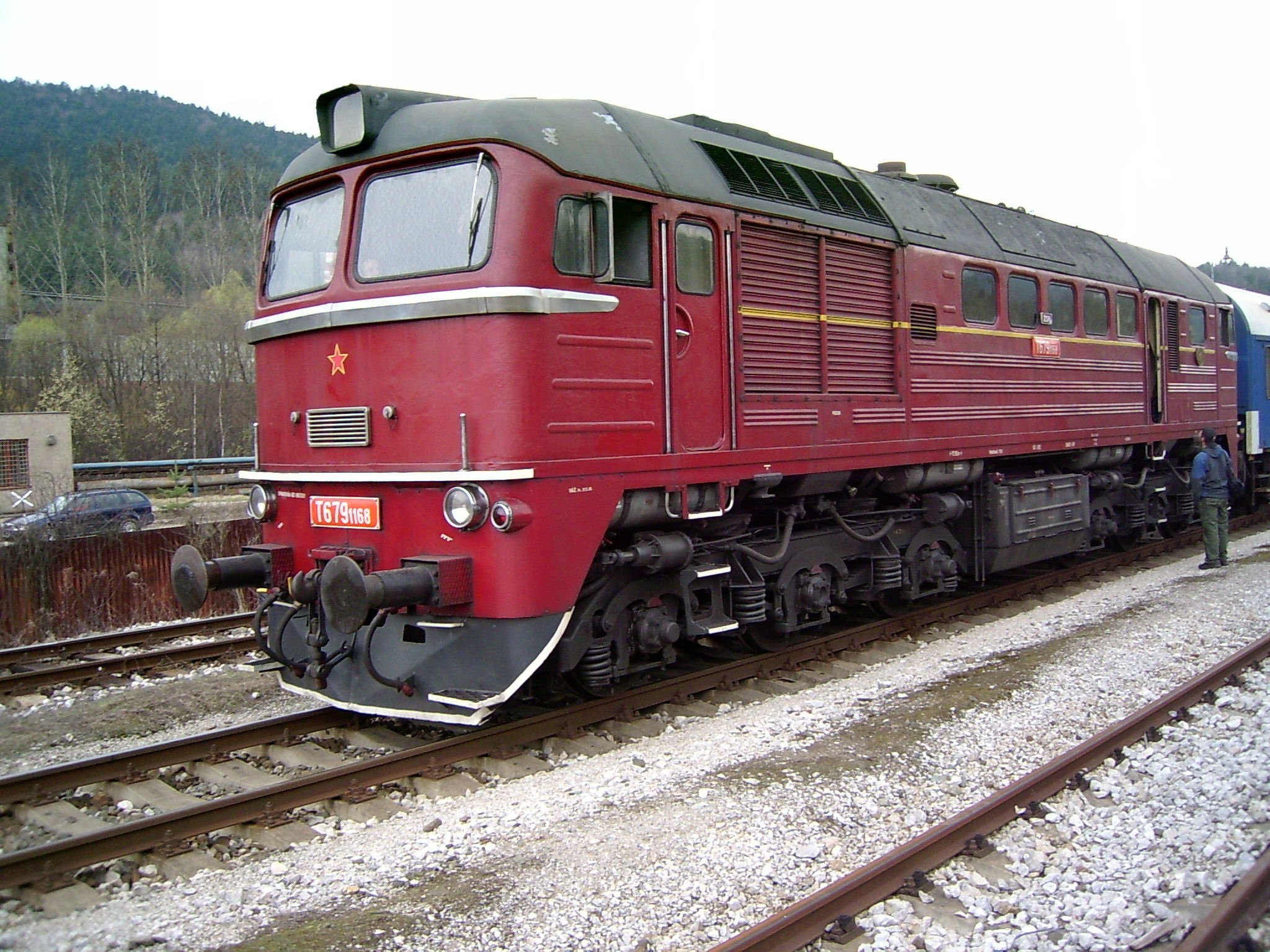
イベント列車を牽引するスロバキア国鉄781形（ウルートキ機関区配置車）

1966年から1979年にかけてウクライナ・ルハンスク機関車工場製の標準軌用T679.1形および広軌用T679.5形の計599両がチェコスロバキア国鉄国営会社（ČSD）に輸出され、幹線系重貨物列車に投入された。しかし主要幹線の電化が進んだため運用線区は急速に縮小し、1987年には余剰車をハンガリー国鉄に売却するなど淘汰が始まった。1988年のチェコスロバキア国鉄動力車大改番で781形と781.8形に改称された。
連邦制解消後チェコ鉄道公団（ČD）とスロバキア共和国鉄道（ŽSR）に承継されたが、スロバキア国鉄では1997年に運用を終了した。チェコ鉄道ではチェコ西部のホムトフ－ヘブ鉄道線における重貨物列車に用い、末期はドイツ・バイエルン州アルツベルク火力発電所向け石炭貨物列車に使用されていたが、同発電所の廃止にともない2002年11月30日に運用が終了した。
現在781.312がスロバキア国鉄ブラチスラヴァ交通博物館で、781.600がチェコ鉄道機関車博物館ホムトフ機関区で保存展示されているほか、社会主義時代の塗色に復元されたスロバキア国鉄およびチェコ鉄道所属の3両がウルートキ機関区（スロバキア）、レトフラト機関区（チェコ）、ヘブ機関区（同）に配置され、イベント列車などで運行されている。

### ハンガリー

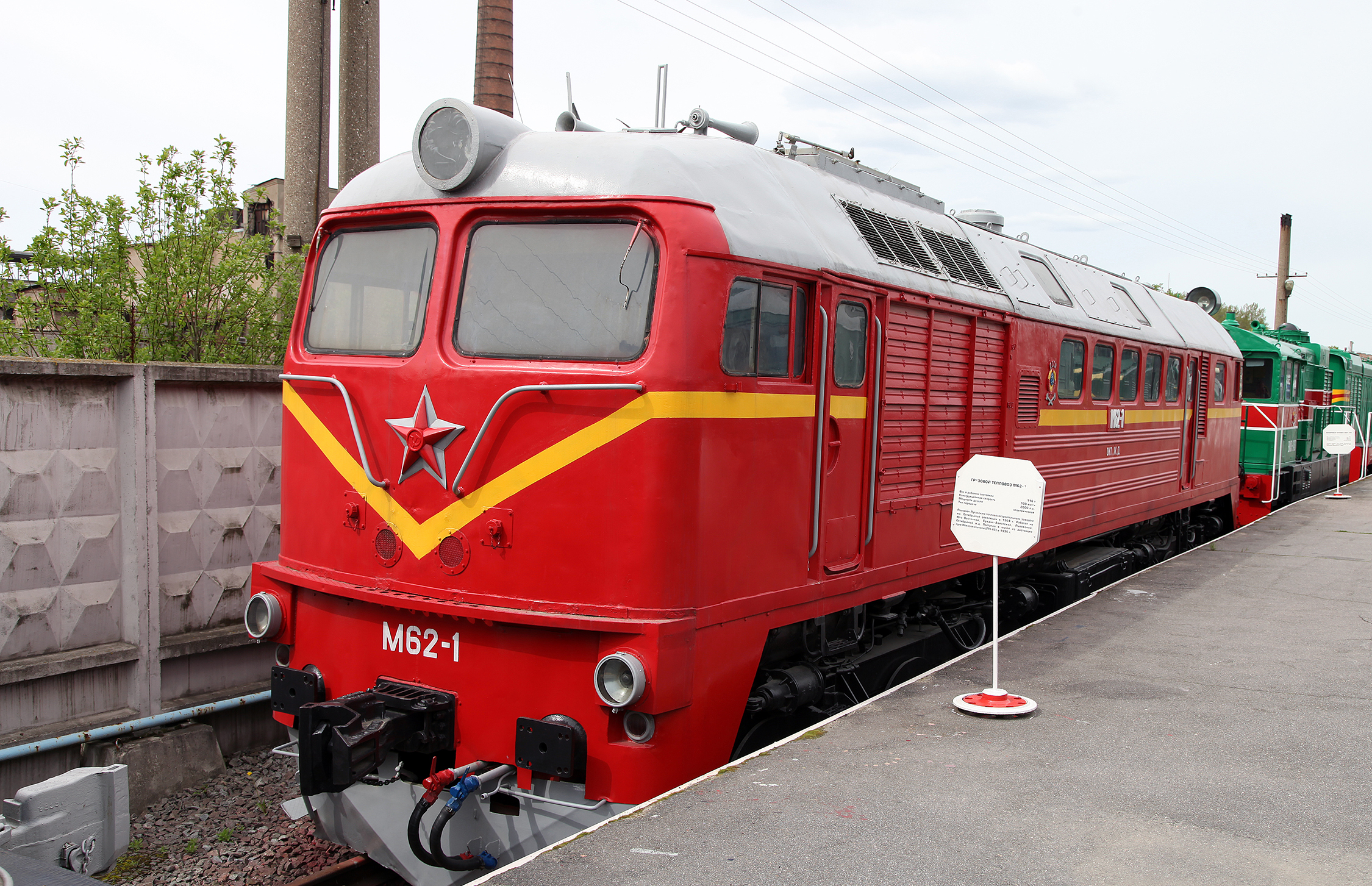
サンクトペテルブルクの鉄道博物館で保存されているトップナンバーのМ62 001号機

1965年から1978年にかけてハンガリー国鉄はM62形と名づけられた機関車を294両受領した。M62形 001号機はこれら一連のM62形のトップナンバーである。

本来搭載していたコロムナ機関車工場製の主機関を、より効率の高いエンジンに換装する計画が1997年に始まった。301、303と304号機はMTU製のエンジンを、残りはキャタピラー製のエンジンを装備する。これら34両のエンジン換装車はM62.3形と改称された。
ハンガリー国鉄は1970年から1978年にかけて、1524mmの広軌用台車を持ったM62.5形を15両購入した。何両かのM62.5形は標準軌用から改造された。これら広軌用の機関車はザーホニ周辺の旧ソビエト連邦 (現在はウクライナ) との国境地区で運用され、2005年現在も7両のM62.5形が使用されている。

1972年にはオーストリアとハンガリーとの共同企業体であるジュール・ショプロン・エーベンフルト鉄道 (GySEV) が6両の標準軌用のM62.9形と名づけられた機関車を導入した。これらの機関車はショプロンに留置されていたが、1996年に解体されてしまった。

### キューバ
61形と名づけられた21両が、キューバ向けに1974年から1975年にかけて発送された。

### モンゴル
1980年から1990年の間にモンゴル鉄道はM62UMを13両と、2車体永久連結タイプである66組の2M62Mを導入した。

### アゼルバイジャン
時期は不明だが、2M62M1組(2M62-0158)が電装品を装備され、電気機関車に改造された。バクー方面に配属の模様。

## 車体と主要機器
M62形機関車は3軸ボギーの台車2基を有している。台枠と台車枠は箱型部材で作られている。2ストロークのディーゼルエンジンと主直流発電機は鋼鉄製の台枠に弾性支持体で固定されている。主電動機は台車枠に搭載されている。M62形は総括制御装置を装備しており、1箇所の運転室で連結された2両の機関車を操縦できる。この機関車は平坦線で1000tの貨車を最高速度80km/hで牽引可能で、2両連結の場合は3600tまでの列車を牽引でき、この場合の最高速度は60km/hである。ハンガリーでは、米国の企業のライセンス供与を受けて作られたスウェーデンのNOHAB社製M61機関車が、M62に比べて10t軽く、出力はやや小さいものの、ソビエト製のエンジンを持つM62の50～60%の燃料消費量で、25%多く牽引することができた。M62はブダペストとニーレジハーザとの間を再給油することなく走破することはできなかった。
M62のディーゼルエンジンは、過去の設計経験無し (1950年代のソビエト国内で用いられていたディーゼル機関車は、1524mmの広軌と、高いトンネルに基づく車両限界のもとに、直立対向エンジンを採用していた) に短期間で開発されたため、信頼性は標準以下であった。この機関車のエンジンは第二次世界大戦中のドイツの沿岸防衛用潜水艦のものの設計を基礎にしており、東側の衛星諸国の標準軌向きの最大幅員と厳しいトンネル高さに対しては過大であった。
ソビエト体制の崩壊以後、ハンガリー国鉄の31両のM62形が、1990年代にエンジンをキャタピラー製のものに換装して改造されたが、資金不足によりそれ以上の改造は中断された。多くのソビエトの衛星国家の需要家は、貨物と旅客と双方に汎用できる機関車を求めていたにもかかわらず、M62形はいかなる客車向けの暖房供給機構をも搭載していなかったために、貨物牽引専用とされていた (ソビエトのこの時代の客車は、1両ごとに独立した暖炉で暖房されていた) 。
寒い季節には、1960年代から1970年代のハンガリーのM62形牽引の旅客列車は、専用の石油燃焼式のボイラーを搭載した暖房車を連結しなければならなかった。また、1980年代には、電熱器による暖房用に、電源車を連結していた。これと対照的にNOHAB製のM61形機関車は、内蔵する水タンクとエンジンの廃熱を用い、1時間に750kgの蒸気を発生することができ、燃料消費を低減化できることを実証した。

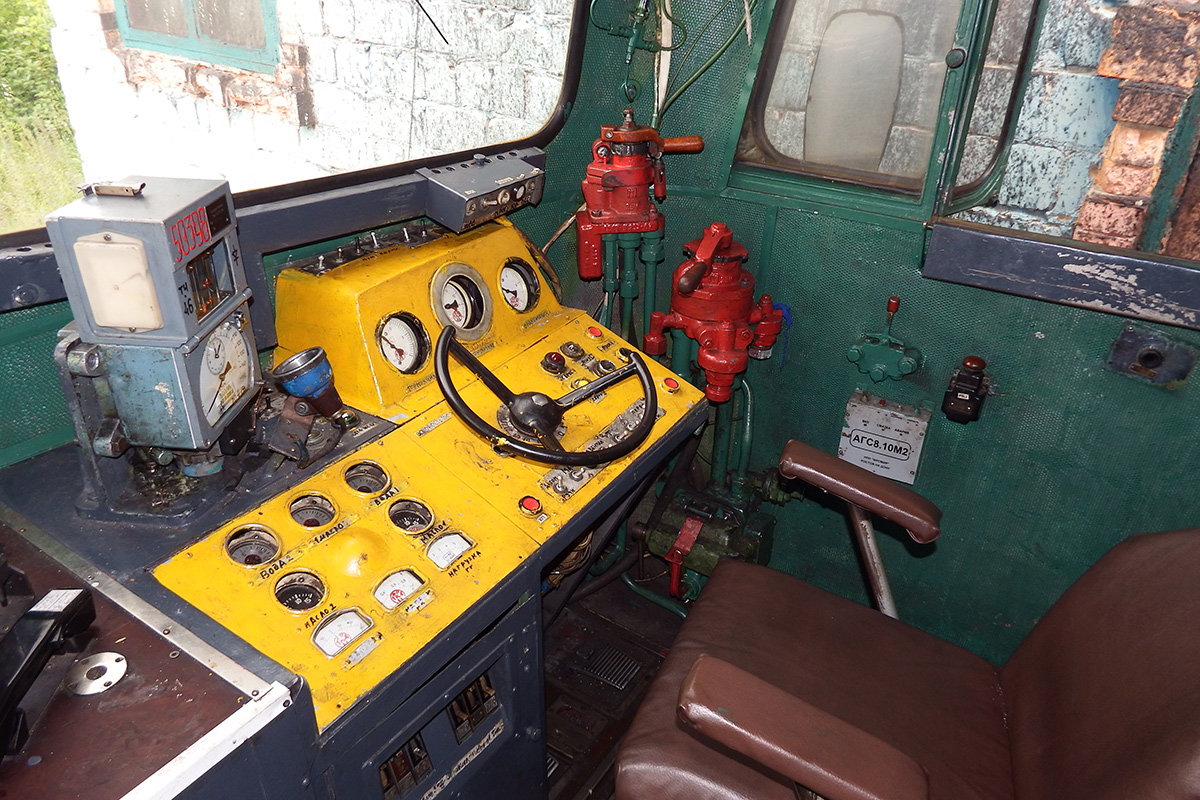
運転台（2M62-1124）
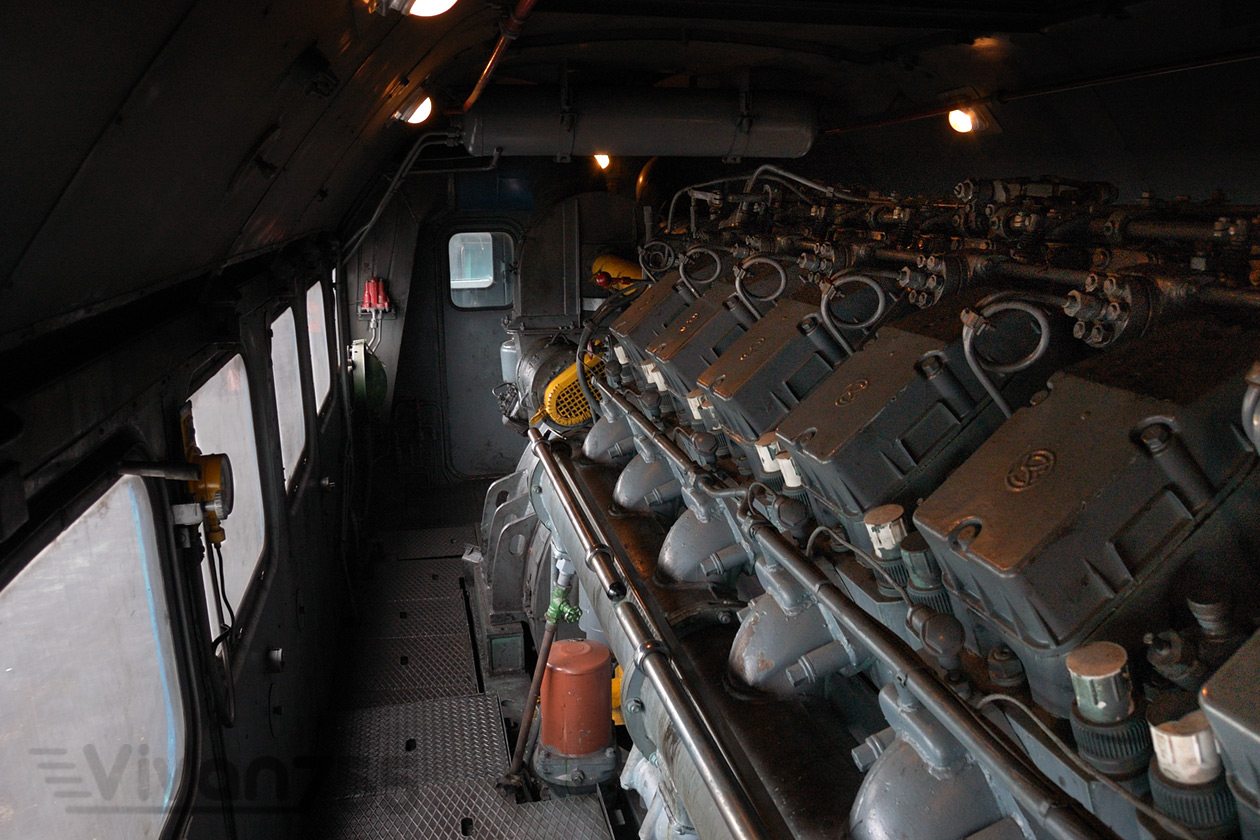
機器室（M62形）

## 通称
この機関車は鉄道ファンの間である種の崇拝を受けており、いくつかの通称を授けられている。それらは大抵それがソビエト製であることに由来している。
- ガガーリン - ポーランドの場合。
- イワン、またはセルゲイ - ポーランドまたはチェコスロバキアの場合。ありがちなロシア人の名前から。
- タイガトロンメル (タイガの太鼓) - ドイツの場合。この機関車から発生する騒音と振動の大きさから。
- スターリンの最後の復讐 - ドイツの場合。同上の理由から。
- マシカ - ソビエト連邦で広まったあだ名。頭文字Mからの連想。